# Irwin Yablans
Irwin Yablans (New York, 25 luglio 1934) è un produttore cinematografico e distributore cinematografico statunitense.
È noto per il suo lavoro nel campo del cinema horror. Le sue produzioni comprendono Halloween, la notte delle streghe (1978), Roller Boogie (1979), del quale è stato anche sceneggiatore, Halloween II: il signore della morte (1981), Spiaggia di sangue (1981), Halloween III: il signore della notte (1982).

## Filmografia parziale

### Cinema
- Mutanti (Parasite), regia di Charles Band (1982)